# Mattitjahu
Mattitjahu (hebr. מתתיהו) – moszaw położony w samorządzie regionu Matte Binjamin, w Dystrykcie Judei i Samarii, w Izraelu.
Leży w zachodniej części Samarii, w otoczeniu terytoriów Autonomii Palestyńskiej.

## Historia
Moszaw został założony w 1981 przez religijnych żydowskich osadników.

## Gospodarka
Gospodarka moszawu opiera się na rolnictwie.